# Sengoku Basara (anime)
Sengoku Basara: Samurai Kings (戦国BASARA Sengoku Basara?) Es un anime basado en el videojuego Devil Kings, desarrollado por la compañía de videojuegos Capcom. La serie consta de 12 episodios, está realizada por el estudio Production I.G y dirigida principalmente por Itsuro Kawasaki. El opening es JAP de Abingdon Boys School y el ending es Break & Peace de Dustz.
La segunda temporada de la serie, titulada Sengoku Basara II, fue dirigida por Kazuya Nomura, que comenzó a emitirse en julio de 2010 y concluyó en septiembre del mismo año, con un total de 12 episodios. El opening es Sword Summit de T.M. Revolution y los finales que yacen del anime son; "El Dorado" y "Fate de Angelo".
Al igual, el anime cuenta con película titulada Sengoku Basara: The Last Party que fue lanzada en Japón el 4 de junio de 2011. Representa la Batalla de Sekigahara, que determina el siguiente Shōgun de Japón.
La tercera temporada de la serie Sengoku Basara: End of Judgement, comenzó su emisión el 6 de julio de 2014. Se basa en el videojuego Sengoku Basara: Samurai Héroes
A diferencia de las dos temporadas anteriores y la película, es animada por Telecom Animation Film y dirigida por Takashi Sano Takahahi, con Natsuko Takahashi como guionista. Se emitió por NTV y se planearon 12 episodios, Su inicio es "Thunderclap de Fear and Loathing in Las Vegas" y el final es Hokkyokusei ~Polaris~ de Chiaki Ishikawa.

## Argumento
En el período Sengoku, Japón estaba dividida en provincias semiindependientes, gobernadas por señores feudales, también llamados daimyos, que se enfrentaban en una lucha infinita por el poder. Daimyos ambiciosos de todas las partes del archipiélago ponían de manifiesto su grito de guerra. Algunos eran Takeda Shingen de Kai, Sanada Yukimura, Uesugi Kenshin de Echigo, Azai Nagamasa de Omi o Tokugawa Ieyasu de Mikawa, entre otros. 
Eran días de guerra y caos. Mientras la guerra se propagaba por todo el país, el mapa del poder sufría cambios muy rápidos y drásticos. En este conflicto sin fin, finalmente un hombre parecía estar estableciendo un control total sobre el país. Era el señor de Owari, el sexto Rey Demonio Divino. Su nombre era Oda Nobunaga. Pero ahora, un joven general vestido de azul celeste hace su aparición en el confuso escenario, liderando una poderosa caballería de las provincias del norte. Es conocido como Date Masamune, el Dragón Tuerto. Va en busca de la cabeza de Oda Nobunaga y la supremacía final.

## Personajes
Clan Takeda
- Yukimura Sanada (真田 幸村 Sanada Yukimura?) Seiyu: Sōichirō Hoshi

Yukimura es uno de los más distinguidos guerreros en el Clan Takeda, tiene dos yari como armas, con sangre caliente y fanáticamente leal a Takeda. A menudo representa una relación de rivalidad con Masamune. 
- Shingen Takeda (武田 信玄 Takeda Shingen?) Seiyu: Tessho Genda

Shingen es el líder del clan Takeda, famoso por su caballería. Él tiene una mente brillante. Su arma es un hacha gigante. Él a menudo inicia grandes e innecesarias peleas con Yukimura, usualmente por la lucha libre o el intercambio de nombres mientras se golpean entre sí.
- Sasuke Sarutobi (猿飛 佐助 Sarutobi Sasuke?) Seiyu: Takehito Koyasu

Sasuke es un ninja al servicio del clan Takeda. Es furtivo, astuto y relajado pero cuando es necesario tiene un gran sentido de la responsabilidad. Tiene una rivalidad amistosa con el Kasuga, aunque este último no lo ve de esa manera. Como arma tiene una shuriken gigante con un alambre de púas invisible. El también convoca a un cuervo de familiar para desplazarse hacia abajo.
Clan Date
- Masamune Date (伊達 政宗 Date Masamune?) Seiyu: Kazuya Nakai

Masamune es el jefe del Clan Date y también conocido como "独眼竜, Dokuganryū (Dragón de un solo ojo)". Él es un ambicioso señor de la guerra quien tiende acribillar su discurso. Porta un kabuto o casco con una parte de metal con forma de medialuna dorada la cual se extiende desde su derecha a la izquierda terminando en una parte más grande, su arma principal es una katana con algunos kanjis grabados en su hoja, pero puede pelear con otras seis katanas a la vez (tres en cada mano, metidas entre los dedos). Sus seis espadas son referidas como "Las Garras del Dragón". A menudo representa una rivalidad con Yukimura.
- Kojūrō Katakura (片倉小十郎 Katakura Kojūrō?) Seiyu: Toshiyuki Morikawa

Kojūrō es el estratega de Masamune y guardaespaldas en batalla. Él parece estar de acuerdo con Masamune en algunos puntos en batalla. Utiliza una katana y unos wakizashi. Su historia gira en torno a perseguir a Hisahide después de que este último capturó a los sirvientes de Masamune, y cambiando la voluntad de Masamune para robar sus seis espadas. Casualmente durante su aventura, su poder se excede causando su despertar en su 'súper' modo.
Clan Uesugi
- Kenshin Uesugi (上杉 謙信 Uesugi Kenshin?) Seiyu: Romi Park

Uesugi es el líder del clan Uesugi, rival de Takeda y un devoto monje al Bishamoten. Él parece muy femenino, pero sus logros lo han hecho ganarse el ser llamado como Señor de la Guerra. Tiene una katana y usa un estilo que parece ser basado e el iaijutsu (aunque altamente estilizado con su gran velocidad).
- Kasuga (月下為君?) Seiyu: Natsuko Kuwatani

Kasuga es una ninja que sirve al clan Uesugi. Ella está enamorada de Uesugi desde su primer encuentro (mientras intentaba asesinarlo) y se convirtió en su más leal mujer mano derecha. Ella toma sus órdenes seriamente y tiene sus rivalidades con Nōhime (con respecto a quienes protegen) y Sasuke (como ninja, y debido a sus personalidades contradictorias). Ella utiliza ocho kunai (cuatro en cada mano) atados con un alambre de púas invisible. Su doble salto involucra deslizarse para agarrarse a su familiar en forma de lechuza.
Clan Oda
- Nobunaga Oda (織田 信長 Oda Nobunaga?) Seiyu: Norio Wakamoto

Oda es el líder del clan Oda. Él es despiadado y no se detendrá hasta que el mundo se incline hacia su fuerza. Sus armas son una espada en una mano y una pistola en la otra. Él es asesinado por Yukimura y Masamune en el Castillo de Azuchi.
- Nohime (濃姫?) Seiyu: Yurika Hino

Nōhime es la esposa de Oda, quien no le importa mucho él, pero todavía muy devota, no muestra piedad a sus enemigos, sus armas son dos pistolas y es capaz de disparar otro tipo de armas tales como un cañón, una pistola o una ametralladora. Ella es neutralizada por Oichi, quien utiliza sus poderes oscuros, en el Castillo de Azuchi.
- Mitsuhide Akechi (明智 光秀 Akechi Mitsuhide?) Seiyu: Sho Hayami

Mitsuhide es un vasallo del clan Oda quien eventualmente podría traicionar a Oda, esgrime dos guadañas, representando a un sádico psicópata. Posiblemente su maldad es más grande que la del mismo Oda. Es quemado vivo cuando peleó contra Kojūrō en el Castillo de Oda.
- Ranmaru Mori (森 蘭丸 Mori Ranmaru?) Seiyu: Hiroki Shimowada

Ranmaru es un joven escudero de Oda. Él desea ser reconocido por su señor y peleará tenazmente por él, su arma es un arco y asiste a Nōhime y a Mitsuhide cuando son atacados por Uesugi y Kojūrō. Después de la muerte de Mitsuhide, Kojūrō deja con vida a Ranmaru para dejarlo fuera de su vida, y no relacionarlo con Oda nunca más.
- Oichi (お市?) Seiyu: Mamiko Noto

Oichi es la esposa de Azai y hermana de Oda, se representa como una mujer con depresión quien se preocupa de Azai y la fricción entre él y Oda. Mientras considera su visión inocente, él tiene un lado oscuro el cual se vuelve peligroso una vez que ella estalla, su arma es una naginata de doble hoja, la cual ella puede separar y encadenar a su mango. Su historia, es considerada la más trágica, gira en torno a ser testigo de cuando Azai es asesinado por Oda en Anegawa y fue forzado a pelear bajo el nombre de Oda, lentamente perdiendo su cordura debido a la pérdida de su marido y los métodos despiadados de su hermano. Al final, ella sucumbe por sus propios poderes oscuros.
- Nagamasa Azai (浅井長政 Azai Nagamasa?) Seiyu: Kōji Tsujitani

Azai fue un antiguo aliado de Oda, pero ahora es un rebelde en su contra. Es un hombre que pelea por la justicia y con la promesa de destruir a cualquiera que cree caos, en el nombre de Oda, esgrime una gran espada y una rodela de plegado. Su estilo de pelea y manierismo es similar a la del típico superhéroe, frecuentemente es visto diciéndole a Oichi que se calle o deje de llorar, y solo ha declarado su amor (a veces con flores), haciendo de él un " tsundere" masculino. Le disparó Mitsuhide cuando Oichi fue a verlo en el campo de batalla de Shitaragahara.
Clan Tokugawa
- Ieyasu Tokugawa (徳川家康 Tokugawa Ieyasu?) Seiyu: Toru Okawa

Tokugawa es el líder del clan Tokugawa. Aunque es pequeño, hace que sus generales confíen en él así como su control sobre su general más preciado, Tadakatsu, su arma es una navaja personal.
- Tadakatsu Honda (本多忠勝 Honda Tadakatsu?)

Tadakatsu es uno de los más grandes generales de Tokugawa. Un hombre gigante vestido con armadura, posee gran fuera en cada uno de sus golpes, representa un robot gigante y no puede hablar. Su arma es una gran lanza.
Clan Maeda
- Keiji Maeda (前田慶次 Maeda Keiji?) Seiyu: Masakazu Morita

Keiji es el sobrino adoptado de Toshiie y Matsu, y es un vagabundo y es llamado el "hombre suertudo feliz", a pesar de su actitud hacia su familia adoptiva, los ama y muestra un resentimiento hacia ellos debido a su rechazo a su estilo de vida. Lo acompaña un pequeño mono llamado Yumekichi. Su arma es una nōdachi de gran tamaño, a pesar de su tamaño, puede utilizarla con una mano, también utiliza su vaina, pero sino la eleva hacia el cielo, teniendo que caer cuando necesita usarla.
- Matsu Maeda (まつ Matsu?) Seiyu: Yuko Kaida

Matsu es la esposa de Toshiie y la tía de Keiji. Ella es más responsable que su esposo pero lo ama con todo su corazón. Ella y Toshiie servían bajo el nombre de Oda hasta el final de la primera temporada, y se fueron con Hideyoshi en la segunda temporada. Ella a menudo persigue a Keiji cuando le juega bromas. Su arma es una naginata.
- Toshiie Maeda ( 前田利家 Maeda Toshiie?) Seiyu: Tomohiro Tsuboi

Toshiie es el esposo de Matsu y el tío de Keiji. El y Matsu sirven bajo Oda al final de la primera temporada, y cuando se van del lado de Hideyoshi en la segunda temporada. El ama a su esposa Matsu, pero no piensa mucho, teniendo hambre perpetua, pidiendo a Matsu por más comida. Su arma es un tridente.
Clan Toyotomi
- Hideyoshi Toyotomi (豊臣秀吉 Toyotomi Hideyoshi?) Seiyu: Ryōtarō Okiayu

Hideyoshi es el líder de clan Toyotomi, él se representa como un gigante, quien tiene la ambición de gobernar todo Japón y darle forma a una formidable y prosperá nación, lo que causa que declare a Oda como una fuente de caos que debe ser aniquilado. Incluso tiene buenas intenciones, es embriagado con el poder y lo utiliza de cualquier manera, no importa lo que tenga que hacer para llevarlo a cabo (aunque es aún carismático y cuida de sus subordinados, así como Motonari). Con solo sus manos, puede destruir un pelotón en segundos, sus armas son sus manos, las cuales pueden ser fortalecidas con mangas mágicas en los brazos.
- Hanbei Takenaka (竹中半兵衛 Takenaka Hanbei?) Seiyu: Akira Ishida

Hanbei es el estratega de Hideyoshi. Él es inteligente y extremadamente leal a Hideyoshi. Alrededor de sus enemigos, es narcisista, frío y muy cruel. Dando la oportunidad, de poder acabar con todo al disparar su arma. Sus métodos favoritos de asesinato son apuñalar por la espalda a sus oponentes al alcanzarlos con su arma y atrapar a sus oponentes cuando no están mirando. A pesar de su físico sufre de tuberculosis, su arma es una espada látigo.
Clan Satsuma
- Yoshihiro Shimazu (島津義弘 Shimazu Yoshihiro?) Seiyu: Kenichi Ogata

Shimazu es el daimyo de Satsuma. A pesar de su edad, es un gran guerrero quien no es sobre estimado. También es conocido por sus impecables emboscadas. Su arma es una espada ancha. Fue asesinado por Oda en la primera temporada, pero en la segunda temporada sobrevive, le permite a Yukimura liderar el ataque a Motonari en Satsuma.
- Musashi Miyamoto (宮本武蔵 Miyamoto Musashi?) Seiyu: Daisuke Namikawa

Musashi es llamado un maestro con la espada, retratado como un hombre salvaje que busca pelear para probar que es el hombre más fuerte de Japón. Su arma es un Eku y una espada de madera. Durante la batalla, el constantemente se burla del oponente, llamándolos "baka" ("estúpido"), lo cual le causa daño cuando es tocado por su enemigo.
Otros Clanes
- Yoshimoto Imagawa (今川義元 Imagawa Yoshimoto?) Seiyu: Kozo Shioya

Imagawa es el daimyo de Suruga. Actúa infantil y cobardemente pero cuando pelea es definitivamente consciente, su falta de resolver las cosas le cuesta a sus soldados perder muchas veces mientras aún están en batalla a pesar de que sus estallidos de ira aumentarían su moral, la siguiente vez regresa el pánico. Su arma es un abanico gigante. Cuando Yukimura y Masamune se preparan para atacarlo, el envía a sus señuelos para escapar. Sin embargo, los operativos de Oda matan a los señuelos, e Imagawa es disparado por Oda a sí mismo.
- Ujimasa Hōjō (北条 氏政 Hōjō Ujimasa?) Seiyu: Tadashi Miyazawa

Ujimasa Hōjō es la cabeza del clan Hōjō. Es más conocido por su fortaleza llamada Castillo de Odawara, y su actitud defensiva ante la guerra. Su arma es una lanza multi-hoja. El requiere que Kotarō ataque a Takeda, pero Takeda se defiende de Kotarō y asesina a Hōjō después de todo.
- Kotaro Fuma (風魔小太郎 Fuma Kotaro?)

Kotarō es un ninja que principalmente sirve a Hōjō durante la primera temporada, pero después a Hisahide en la segunda temporada. Sus armas son shuriken gigantes, representa a un hombre que nunca habla, pero se pone en acción inmediatamente. Como Kasuga y Sasuke, puede crear copias de sí mismo. Así como Kasuga y Sasuke quienes necesitan familiares aves para descender, Kotarō puede deslizarse directo con su cuerpo y realizar un ataque aéreo.
- Hisahide Matsunaga (松永久秀 Matsunaga Hisahide?) Seiyu: Keiji Fujiwara

Hisahide es un daimyo muy astuto, siendo un hombre manipulativo e intrigante, cuyas armas son una espada y pólvora. Se vio involucrado en la historia de varios personajes, tal como cuando tomó una gran cantidad de los secuaces de Masamune de rehén e incitando la furia de Kojūrō al humillar a Masamune. En otra historia, él humilló y derrotó a Hideyoshi, causando que se vuelva alguien ebrio de poder y lo transformó de un hombre sensato en la vena de Keiji a un hombre ambicioso sediento de poder.
- Motonari Mōri (毛利元就 Mōri Motonari?) Seiyu: Shigeru Nakahara

Motonari es el daimyo de Chūgoku, él es conocido por poseer una gran mente táctica pero piensa muy poco en sus subordinados y los ve como peones desechables. El, como Mitsuhide, puede golpear a sus aliados con su arma, su arma es un anillo, el cual puede separar para convertirlo en cuchillas gemelas. Él tiene el hábito de ver el atardecer, es el rival de Motochika. En la segunda temporada, el forma una alianza con Hideyoshi. El destruye el Fugaku, la fortaleza de Motochika, y reconstruye y renombra el Nichirin. Sin embargo, Yukimura destruye a Nichirin con todo su poder, matando a Motonari en el proceso.
- Motochika Chōsokabe (長宗我部元親 Chōsokabe Motochika?) Seiyu: Ryuzo Ishino

Motochika es el daimyo de Shikoku. Su fortaleza, el Fugaku, tiene un cañón que repele sus oponentes y a muchas máquinas mecánicas. Su arma es una gran lanza la cual está equipada con una cadena de metal y su medio de transporte. Motochika aparece dentro de varios conflictos lo que hace suponer que es un rival de Motonari, cuando Hideyoshi parte al océano, el destruye el Fugaku y fácilmente se defiende de Motochika. Sin embargo, después de sobrevivir, el y Masamune une fuerzas para atacar a Hideyoshi en Odawara.
- Mitsunari Ishida (石田三成 Ishida Mitsunari?) Seiyu: Tomokazu Seki

Ishida es un antiguo vasallo de Hideyoshi en la segunda temporada. El ve a Hideyoshi como un modelo a seguir y le sirve con absoluta lealtad. Está obsesionado con el rango y su deseo de vengarse de Tokugawa por abandonar a Hideyoshi y planea matar a Masamune por matar a Hideyoshi, cuidando muy poco de los demás, personal o políticamente. Su arma es una katana y ataca más rápido que lo que el ojo puede ver, a menudo tiene su arma lista antes que el enemigo lo sepa.